# Arnau Sescomes

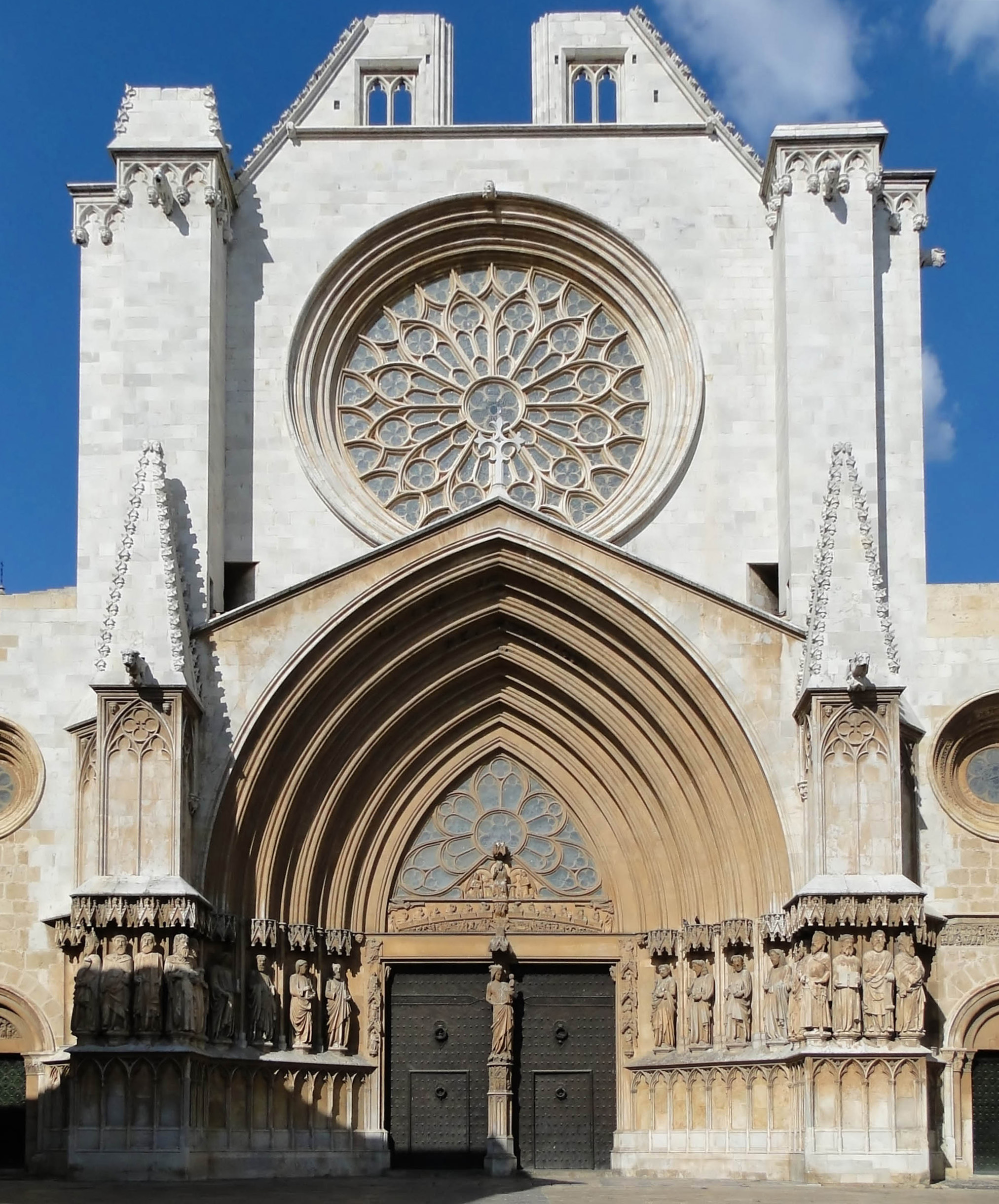
Façana de la Catedral de Tarragona on Sescomes exercí els últims anys de la seva vida.

Arnau Sescomes (mas Sescomes, avui Les Comes, Puig-reig, diòcesi d'Urgell, segona meitat del segle xii - Tarragona, 1346) fou un polític i eclesiàstic que fou bisbe de Lleida (1327-1334), arquebisbe de Tarragona (1334-1346), ambaixador del rei Jaume II i conseller de Pere III de Catalunya. També consta en alguns documents amb les formes antigues Arnaldus Sescomes, Arnau Cescomes o Arnal, Arnald Ces Comes, De Comes, De Cumbis.

## Camp eclesiàstic
El 1305 és fet canonge de Barcelona La seva actuació comença el 1310, quan era ardiaca de Santa Maria del Mar. El 1312, essent vicari general de la diòcesi de Barcelona, assistí al concili de Tarragona, tingué un paper destacat en la defensa dels Templers arran del procés de dissolució de l'orde a Catalunya el 1312, i llegí la sentència absolutòria de l'orde. Del 1327 al 1334 fou bisbe de Lleida,
En el camp polític intervingué en els afers importants del país i destacà com a conseller del rei Jaume II. El 1331 assisteix a la consagració de la Catedral de Tarragona i a les Corts de Tortosa.
El 1334 el Papa Joan XXII l'elegeix arquebisbe de Tarragona. El 1335 convocà un sínode i inicià una llarga tasca pastoral i política. El 1336 anà a Saragossa a saludar el nou rei Pere el Cerimoniós, però no assistí a la coronació perquè el rei no havia fet l'obligada visita a Principat de Catalunya per a jurar dels Furs. El 1337 assistí al consell reial aplegat a Castelló de Borriana, i el 1339 acompanyà al rei a Avinyó a veure el papa. Aquell mateix any assisteix al trasllat de les relíquies de Santa Eulàlia de Barcelona.
S'ocupà dels afers dels moros de Granada i del Marroc i escriví sobre ells unes cartes al papa Benet XII expressant la necessitat d'expulsar-los d'Espanya; també informà sobre ells a les corts de Barcelona del 1340. Un dels seus darrers actes fou d'aconsellar al rei Pere III el 1344 per tal de decidir la sort del vençut Jaume III de Mallorca. A Tarragona feu construir la capella gòtica anomenada de les Onze Mil Verges, convertida després en baptisteri, i impulsà l'obra del claustre gòtic i el 1341 feu celebrar un sínode provincial. A la seva mort s sepultat en el lloc que avui és Baptisteri de la Catedral de Tarragona.